# Шрайбер, Пабло
Па́бло Телл Шрайбер (англ. Pablo Tell Schreiber; род. 26 апреля 1978, Центральный Кутеней, Британская Колумбия) — канадский и американский актёр и продюсер, известный по своей сценической деятельности и за роли польско-американского персонажа Ника Соботки в драме канала HBO «Прослушка» о наркопреступности в Балтиморе и коррумпированного сотрудника исправительного учреждения Джорджа «Порноусы» Мендеса в сериале канала Netflix «Оранжевый — хит сезона».
Пабло был номинирован на премию Тони за роль в бродвейской постановке по пьесе «Проснись и пой!». 

Принимал участие в записи аудиокниг. 

В апреле 2019 года он был выбран на роль Мастера Чифа в сериале Halo.

## Ранние годы
Шрайбер родился в коммуне хиппи в Имире, Британская Колумбия.
Семья переехала в Уинло когда Пабло было всего шесть месяцев.
Отец-американец, Тэлл Шрайбер (англ. Tell Schreiber), был актёром, как и его брат Лев (англ. Liev). Мать, Лоррейн Ривли (англ. Lorraine Reaveley), — канадский психотерапевт.

Пабло был назван в честь чилийского поэта Пабло Неруды (отец страстно любил литературу). Родители расстались, когда ему было 12 лет, и Пабло с отцом переехал в Сиэтл.
После окончания школы Шрайбер поступил в Калифорнийский университет в Сан-Франциско, где при росте 1,95 м  он надеялся попасть в баскетбольную команду. Позднее он перевёлся в Университет Карнеги-Меллон в Питтсбурге, штат Пенсильвания, и в 2000 году окончил его по специальности «Театр».

## Карьера
Шрайбер играл в фильмах «Маньчжурский кандидат», «Короли Догтауна» и «Счастливы вместе». Кроме того, он снялся в эпизодической роли в сериале «Закон и порядок: Преступное намерение» и в сериале канала FX Lights Out.
В 2011 году Шрайбер сыграл главную роль в пьесе Gruesome Playground Injuries театра Second Stage Theatre. Он исполнил роль Дмитрия Равича (Demetri Ravitch), наркодилера Нэнси Ботвин, в седьмом сезоне сериала Дурман.
Сайт BuddyTV поместил его на 77-е место в списке самых сексуальных мужчин 2011 года.
В октябре 2011 года Шрайбер получил постоянную роль Джорджа «Порноусы» Мендеса в оригинальном драматическом сериале Netflix Оранжевый — хит сезона. 26 февраля 2013 года он исполнил одну из главных ролей (Верджил) в пилотной серии драмы канала NBC Ironside, ремейке сериала 1967 series of the same name. Кроме того, он получил постоянную роль в 14-м и 15-м сезоне Law & Order: Special Victims Unit.
За свою роль в «Оранжевый — хит сезона» Шрайбер получил награду «Мы обожаем тебя ненавидеть» (We Love to Hate You) на церемонии вручения 2014 Young Hollywood Awards.
В апреле 2019 года он был выбран на роль Мастера Чифа в сериале Halo на Paramount+.

## Личная жизнь
В 2007 году Шрайбер женился на Джессике Монти (англ. Jessica Monty). У пары двое сыновей. В 2013 году они переехали из Джефферсонвилла, штат Нью-Йорк в Лос-Анджелес, штат Калифорния. В декабре 2013 года Монти подала на развод.

## Избранная фильмография
| Год  | Название на русском              | Название на английском                    | Роль                    | Примечания             |
| ---- | -------------------------------- | ----------------------------------------- | ----------------------- | ---------------------- |
| 2001 | Парень из пузыря                 | Bubble Boy                                | Тодд                    |                        |
| 2003 | Маменькин сынок                  | The Mudge Boy                             | Брент                   |                        |
| 2003 | Покрашенный дом                  | A Painted House                           | Hank Spruill            | Телевизионный фильм    |
| 2004 | Маньчжурский кандидат            | The Manchurian Candidate                  | Эдди Инграм             |                        |
| 2004 | Приглашение на самоубийство      | Invitation to a Suicide                   | Казимир «Kaз» Малек     |                        |
| 2005 | Короли Догтауна                  | Lords of Dogtown                          | Крэйг Стечик            |                        |
| 2005 | В огне                           | Into the Fire                             | Сэнди Манетти           | Телевизионный фильм    |
| 2008 | Вики Кристина Барселона          | Vicky Cristina Barcelona                  | Бен                     |                        |
| 2008 | Ночи в Роданте                   | Nights in Rodanthe                        | Чарли Торрельсон        |                        |
| 2008 | Любимый сын                      | Favorite Son                              | Дэвид Пэкстон           | также сопродюсер       |
| 2008 | Услуга за услугу                 | Quid Pro Quo                              | Брустер                 |                        |
| 2009 | Обличитель                       | Tell-Tale                                 | Бернард Кочиас          |                        |
| 2010 | Счастливы вместе                 | Happy. Thank You. More. Please.           | Чарли                   |                        |
| 2012 | Верность                         | Allegiance                                | Лейтенант Алек Чемберс  |                        |
| 2013 | Величайший бой Мухаммеда Али     | Muhammad Ali's Greatest Fight             | Беккер                  | Телевизионный фильм    |
| 2014 | Сохранение                       | Preservation                              | Шон Нири                |                        |
| 2014 | Форт Блисс                       | Fort Bliss                                | Старший сержант Донован |                        |
| 2014 | После                            | After                                     | Кристиан Валентино      |                        |
| 2016 | 13 часов: Тайные солдаты Бенгази | 13 Hours: The Secret Soldiers of Benghazi | Крис «Танто» Паронто    |                        |
| 2017 | Явная ложь                       | Thumper                                   | Уайатт Риверс           |                        |
| 2018 | Охота на воров                   | Den of Thieves                            | Рэй Мерримен            |                        |
| 2018 | Человек на Луне                  | First Man                                 | Джим Ловелл             |                        |
| 2018 | Небоскрёб                        | Skyscraper                                | Бен Гиллеспи            |                        |
| 2019 | У дьявола есть имя               | The Devil Has a Name                      | Иезекиль                |                        |
| TBA  | Дочь короля                      | The King's Daughter                       | доктор Лабарт           | фильм снят в 2014 году |

### Телевидение
| Год        | Название                              | Роль                                                  | Примечания                                             |
| ---------- | ------------------------------------- | ----------------------------------------------------- | ------------------------------------------------------ |
| 2003, 2008 | Прослушка                             | Nickolas «Nick» Sobotka                               | 13 episodes                                            |
| 2005       | Закон и порядок: Преступное намерение | Ed Lang                                               | Episode: «The Unblinking Eye»                          |
| 2006       | Закон и порядок                       | Kevin Boatman                                         | Episode: «America, Inc.»                               |
| 2007       | Закон и порядок: Специальный корпус   | Dan Kozlowski                                         | Episode: «Haystack»                                    |
| 2007       | Братья Доннелли                       | Mitchell Carr                                         | Episode: «When the Door Opens»                         |
| 2007       | Закон и порядок: Преступное намерение | TJ Hawkins                                            | Episode: «Self-Made»                                   |
| 2008       | Грязь                                 | Jason Konkey                                          | 3 episodes                                             |
| 2008       | Страх как он есть                     | Mattingley                                            | Episode: «Eater»                                       |
| 2008       | Армейские жёны                        | Tim                                                   | 3 episodes                                             |
| 2008       | Жизнь на Марсе                        | Kim Trent                                             | Episode: «The Real Adventures of the Unreal Sam Tyler» |
| 2008       | Law & Order                           | Sean Hauser                                           | Episode: «Rumble»                                      |
| 2009       | Зверь                                 | Officer Delaney                                       | Episode: «Capone»                                      |
| 2009       | 4исла                                 | Tal Feigenbaum                                        | 2 episodes                                             |
| 2009       | В Филадельфии всегда солнечно         | Ricky Falcone                                         | Episode: «A Very Sunny Christmas»                      |
| 2009       | Три реки                              | Nick                                                  | Episode: «The Kindness of Strangers»                   |
| 2010       | Медиум                                | Jeremy Kiernan                                        | Episode: «An Everlasting Love»                         |
| 2011       | Тушите свет / Lights Out              | Джонни Лири                                           | 13 эпизодов                                            |
| 2011       | Хорошая жена                          | Грегори Марс                                          | Episode: «Ham Sandwich»                                |
| 2011-2012  | Дурман                                | Димитри Равич                                         | 8 episodes                                             |
| 2011-2012  | Одарённый человек                     | Anton Little Creek                                    | Main cast; 16 episodes                                 |
| 2012       | В поле зрения                         | Tommy Clay                                            | Episode: «Matsya Nyaya»                                |
| 2012       | Сделано в Джерси                      | Luke Aaronson                                         | Episode: «Pilot»                                       |
| 2013       | Белый воротничок                      | JB Bellmiere                                          | Episode: «The Original»                                |
| 2013-2014  | Закон и порядок: Специальный корпус   | Уильям Льюис                                          | 8 episodes                                             |
| 2013-2019  | Оранжевый — хит сезона                | George «Pornstache» Mendez / Джордж «Порноусы» Мендез | 19 episodes                                            |
| 2013       | Айронсайд                             | Вёрджил                                               | Main cast; 9 episodes                                  |
| 2015       | На грани / The Brink                  | Зик Тилсон / Zeke Tilson                              | 10 эпизодов                                            |
| 2017-2020  | Американские боги / American Gods     | Сумасшедший Суини                                     | 18 эпизодов                                            |
| 2020       | Защищая Джейкоба / Defending Jacob    | Нил Лоджудис                                          | 8 эпизодов                                             |
| 2021-2024  | Halo                                  | Джон-117 / Мастер Чиф                                 | Главная роль                                           |
| 2022       | Кэнди                                 | Аллан Гор                                             | Мини-сериал                                            |

## Аудиокниги
| Year | Title                 | Role       |
| ---- | --------------------- | ---------- |
| 2009 | Американский психопат | рассказчик |